# Ertekin
Ertekin ist ein türkischer männlicher Vorname und Familienname.

## Namensträger

### Vorname
- Ertekin Özcan (1946–2023), türkischer Lyriker und Jurist in Deutschland

### Familienname
- İsmail Ertekin (* 1959), türkischer Fußballspieler und -trainer